# قصة أصحاب الأخدود
قصة أصحاب الأخدود هي قصةٌ ذكرت في القرآن في سورة البروج، وجاءت بالتفصيل في الحديث النبوي. تتحدث عن ملكٍ ظالمٍ، عارض إيمان شعبه بالله، واعتدى عليهم لإيمانهم، وحفر الأخاديدَ وأشعلها بالنار وألقى فيها كل من آمن بهذا الدينِ الجديد.
سُميت قصة أصحاب الأخدود بهذا الاسم نسبة إلى الأخدود الذي أشعل فيه النار وألقي فيه المؤمنون بالدين الجديد، ومعنى أخدود؛ (الجمع أخاديدُ وخُدَد): شَقٌّ مستطيل غائر في الأرض، أو فتحة عميقة أو حُفرة في الأرض، وخاصَّة فوق سطح الأرض، كما يقال: خلّفت السيولُ أخدودًا كبيرا. ذكرت بعض المصادر أن مرتكب هذه المحرقة هو يوسف بن شراحيل، وأنها كانت في نجران، إلى جانب ارتكابه عددًا من الجرائم الأخرى بحق المسيحيين في المخا وظفار يريم وأجزاء من مأرب وحضرموت.
يشير ابن إسحاق وأبو صالح عن ابن عباس في السيرة أن قوم الأخدود هم نصارى نجران، وقال الضحاك إنّ أصحاب الأخدود هم قوم من النصارى كانوا باليمن قبل مبعث رسول الله صلى الله عليه وسلم بأربعين سنة، أخذهم يوسف بن شراحيل بن تبع الحميري، وكانوا نيفًا وثمانين رجلا، وحفر لهم أخدودًا وأحرقهم فيه، وقال الكلبي إن أصحاب الأخدود هم نصارى نجران، أخذوا بها قومًا مؤمنين، فخدوا لهم سبعة أخاديد، طول كل أخدود أربعون ذراعًا، وعرضه اثنا عشر ذراعًا.

## خلفية تاريخية
سُميت قصة أصحاب الأخدود بهذا الاسم نسبة إلى الأخدود الذي أشعل فيه النار وألقي فيه المؤمنون بالدين الجديد، ومعنى أخدود؛ (الجمع أخاديدُ وخُدَد): شَقٌّ مستطيل غائر في الأرض، أو فتحة عميقة أو حُفرة في الأرض، وخاصَّة فوق سطح الأرض، كما يقال: خلّفت السيولُ أخدودًا كبيرا. ذكرت بعض المصادر أن مرتكب هذه المحرقة هو يوسف بن شراحيل، وأنها كانت في نجران، إلى جانب ارتكابه عددًا من الجرائم الأخرى بحق المسيحيين في المخا وظفار يريم وأجزاء من مأرب وحضرموت.
يشير ابن إسحاق وأبو صالح عن ابن عباس في السيرة أن قوم الأخدود هم نصارى نجران، وقال الضحاك إنّ أصحاب الأخدود هم قوم من النصارى كانوا باليمن قبل مبعث رسول الله صلى الله عليه وسلم بأربعين سنة، أخذهم يوسف بن شراحيل بن تبع الحميري، وكانوا نيفًا وثمانين رجلا، وحفر لهم أخدودًا وأحرقهم فيه، وقال الكلبي إن أصحاب الأخدود هم نصارى نجران، أخذوا بها قومًا مؤمنين، فخدوا لهم سبعة أخاديد، طول كل أخدود أربعون ذراعًا، وعرضه اثنا عشر ذراعًا.
اعتقد محمد بن إسحاق أنهم كانوا بعد مبعث المسيح، وخالفه غيره فزعموا أنهم كانوا قبله.

## قصة أصحاب الأخدود في الإسلام
تعد قصة أصحاب الأخدود أحد أشهر القصص في الإسلام، كونها وردت في القرآن والسنة على حد سواء، وتعد مصدر إلهام للمسلمين، خاصة في عصر الاضطهاد؛ (البلاء والفتنة في التعبير الإسلامي).

### في القرآن
ذكرت سورة البروج قصة أصحاب الأخدود ذكرًا مبسطًا؛ حيث أثبتت السورة أنهم تم حرقهم في الأخدود، لأنهم آمنوا بالله، كما وصفت السورة الملك وأعوانه كشهود على هذه المحرقة، مبينًا أن دافع الانتقام من هؤلاء المؤمنين هو فقط مجرد الإيمان بالله، وأنهت السورة أحداث القصة بفتح باب التوبة لمن قاموا بهذه المحرقة، مع التوعد بالانتقام ممن لم يتب منهم عن طريق إحراقه في الآخرة بنار الحريق.
﴿وَالسَّمَاءِ ذَاتِ الْبُرُوجِ ۝١ وَالْيَوْمِ الْمَوْعُودِ ۝٢ وَشَاهِدٍ وَمَشْهُودٍ ۝٣ قُتِلَ أَصْحَابُ الْأُخْدُودِ ۝٤ النَّارِ ذَاتِ الْوَقُودِ ۝٥ إِذْ هُمْ عَلَيْهَا قُعُودٌ ۝٦ وَهُمْ عَلَى مَا يَفْعَلُونَ بِالْمُؤْمِنِينَ شُهُودٌ ۝٧ وَمَا نَقَمُوا مِنْهُمْ إِلَّا أَنْ يُؤْمِنُوا بِاللَّهِ الْعَزِيزِ الْحَمِيدِ ۝٨ الَّذِي لَهُ مُلْكُ السَّمَاوَاتِ وَالْأَرْضِ وَاللَّهُ عَلَى كُلِّ شَيْءٍ شَهِيدٌ ۝٩ إِنَّ الَّذِينَ فَتَنُوا الْمُؤْمِنِينَ وَالْمُؤْمِنَاتِ ثُمَّ لَمْ يَتُوبُوا فَلَهُمْ عَذَابُ جَهَنَّمَ وَلَهُمْ عَذَابُ الْحَرِيقِ ۝١٠ إِنَّ الَّذِينَ آمَنُوا وَعَمِلُوا الصَّالِحَاتِ لَهُمْ جَنَّاتٌ تَجْرِي مِنْ تَحْتِهَا الْأَنْهَارُ ذَلِكَ الْفَوْزُ الْكَبِيرُ ۝١١﴾ [البروج:1–11].

### في الأحاديث النبوية
روي عن صهيب الرومي رضي الله عنه في صحيح مسلم: 
| قصة أصحاب الأخدود | قال رسول الله صلى الله عليه وسلم: كان ملكٌ فيمن كان قبلكم، وكان له ساحر، فلما كبر قال للملك: إني قد كبرت فابعث إليَّ غلامًا أعلمه السحر. فبعث إليه غلامًا يعلمه، وكان في طريقه إذ سلك راهب، فقعد إليه وسمع كلامه فأعجبه، وكان إذا أتى الساحر مرَّ بالراهب وقعد إليه، فإذا أتى الساحر ضربه، فشكا ذلك إلى الراهب فقال: إذا خشيت الساحر فقل: حبسني أهلي، وإذا خشيت أهلك فقل: حبسني الساحر. فبينما هو على ذلك إذ أتى على دابة عظيمة قد حبست الناس، فقال: اليوم أعلم آلساحرُ أفضل أم الراهب أفضل؟ فأخذ حجرًا فقال: اللهم إن كان أمر الراهب أحبَّ إليك من أمر الساحر، فاقتل هذه الدابة حتى يمضي الناس، فرماها فقتلها ومضى الناس، فأتى الراهب فأخبره، فقال له الراهب: أي بُنَيَّ، أنت اليوم أفضل مني، قد بلغ من أمرك ما أرى، فإن ابتُليت فلا تدُلَّ عليَّ. وكان الغلام يُبرِئ الأكمه والأبرص، ويداوي الناس من سائر الأدواء، فسمع جليس الملك وكان قد عمي فأتاه بهدايا كثيرة فقال: ما ههنا لك أجمع، إن أنت شفيتني، فقال: إني لا أشفي أحدًا، إنما يشفي الله تعالى؛ فإن آمنتَ بالله تعالى دعوتُ الله فشفاك، فآمن بالله تعالى، فشفاه الله تعالى. فأتى الملك فجلس إليه كما كان يجلس، فقال له الملك: من ردَّ عليك بصرك؟ قال: ربي. قال: ولك رب غيري؟! قال: ربي وربك الله، فأخذه فلم يزل يعذِّبه حتى دلَّ على الغلام، فقال له الملك: أي بُنَيَّ، قد بلغ من سحرك ما تبرئ الأكمه والأبرص وتفعل وتفعل، فقال: إني لا أشفي أحدًا إنما يشفي الله تعالى، فأخذه فلم يزل يعذبه حتى دل على الراهب، فجيء بالراهب فقيل له: ارجع عن دينك، فأَبَى، فدعا بالمنشار فوضع المنشار في مَفْرِق رأسه فشقه حتى وقع شِقَّاه، ثم جيء بجليس الملك فقيل له: ارجع عن دينك. فأَبَى، فوضع المنشار في مفرق رأسه، فشقه به حتى وقع شقاه. ثم جيء بالغلام فقيل له: ارجع عن دينك. فأَبَى، فدفعه إلى نفرٍ من أصحابه فقال: اذهبوا به إلى جبل كذا وكذا، فاصعدوا به الجبل، فإذا بلغتم ذروته فإن رجع عن دينه، وإلاَّ فاطرحوه. فذهبوا به فصعدوا به الجبل فقال: اللهم اكفنيهم بما شئت. فرجف بهم الجبل فسقطوا، وجاء يمشي إلى الملك، فقال له الملك: ما فعل بأصحابك؟ فقال: كفانيهم الله تعالى. فدفعه إلى نفر من أصحابه، فقال: اذهبوا به فاحملوه في قرقور وتوسطوا به البحر، فإن رجع عن دينه وإلا فاقذفوه، فذهبوا به فقال: اللهم اكفنيهم بما شئت، فانكفأت بهم السفينة فغرقوا، وجاء يمشي إلى الملك، فقال له الملك: ما فعل أصحابك؟ فقال: كفانيهم الله تعالى، فقال للملك: إنك لست بقاتلي حتى تفعل ما آمرك به، قال: وما هو؟ قال: تجمع الناس في صعيد واحد وتصلبني على جذع، ثم خذ سهمًا من كنانتي، ثم ضع السهم في كبد القوس، ثم قُلْ: باسم الله رب الغلام، ثم ارمني، فإنك إذا فعلت ذلك قتلتني. فجمع الناس في صعيد واحد وصلبه، ثم أخذ سهمًا من كنانته، ثم وضع السهم في كبد القوس ثم قال: باسم الله رب الغلام، ثم رماه فوقع السهم في صُدْغه، فوضع يده في صدغه، فمات. فقال الناس: آمنا برب الغلام، آمنا برب الغلام، آمنا برب الغلام. فأُتي الملك فقيل له: أرأيت ما كنت تحذر، قد والله نزل بك حذرُك قد آمن الناس. فأمر بالأخدود بأفواه السكك، فخُدَّت وأُضرم فيها النيران وقال: من لم يرجع عن دينه فأقحموه، ففعلوا، حتى جاءت امرأة ومعها صبي لها، فتقاعست أن تقع فيها، فقال لها الغلام: يا أماه، اصبري فإنك على الحق | قصة أصحاب الأخدود |

## تاريخية القصة
ذَكرت حادثة مقتل نصارى نجران في العديد من المصادر التاريخية المعاصرة ومن شهود عيان، فقد ذكرها "قزما" الرحالة الكاتب اليوناني، والمؤرخ بروكوبيوس القيسراني والمؤرخ "جون مالالاس"، وقد نقل من كتابة بعض المؤرخين المتأخرين عنه، مثل ثيوفان المعترف وجورج كيدرينوس وآخرين.
وتحدثنا رواية سريانية أن النجاشي المسمى "aidog elesbaas" "كالب إل أصبحه" حارب الملك "dimianus" ويراد به "ذو نواس". ثم حارب ملك حمير لاعتدائه على التجار الروم واستيلائه على أموالهم، فانتصر "aidog" على ملك حمير، وعين على حمير ملكًا نصرانيًّا. فلما مات هذا الملك المعين، عذَّب خلفه نصارى نجران، فغزا "aidog" حمير وانتصر عليها. وفي المرويات اليونانية عن الشهداء أن الذي قام بتعذيب نصارى نجران هو الملك ذو نواس (dunaas) ملك حمير، وأن الذي غزا اليمن هو النجاشي (Elesbas/'Eλeoßás ). فلما دخلت جيوشه أرض حمير، فر (dunaas) إلى الجبال فتحصن فيها، حتى إذا سنحت له الفرصة خرج فقتل من بقي من جيش النجاشي في اليمن واحتل مدينة "نجران"، فقام عندئذ elesbas بحملة ثانية فانتصر بها على "dunaas"، وعين أبرهة (abrames) في مكانه. وقد دون يوحنا الأفسسي في تأريخه الكنسي وثيقة مهمة جدًّا عن حادث تعذيب نصارى نجران، هي رسالة وجهها "سيميون أوف بيث أرشام" المعاصر لهذا الحادث إلى "رئيس دير جبلة" يصف فيها ما سمعه وما قصَّه عليه شهود عيان من أهل اليمن عن تعذيب نصارى نجران وما لاقوه هناك من أصناف العذاب.
وقد ذكر "شمعون الأرشامي" في رسالته أنه كان قد رافق "إبراهيم" والد "نونوسوس" الشهير في رسالة خاصة أمر بها القيصر "يوستينوس الثاني" إلى ملك الحيرة "المنذر الثالث". وكان ذلك في العشرين من كانون الثاني من سنة 835 من التاريخ السلوقي الموافق فبراير 523 للميلاد. فلما بلغا قصر الملك، سمعا بأخبار استشهاد نصارى نجران. وعلم به "شمعون" من كتاب وجهه ملك حمير إلى ملك الحيرة، يطلب منه أن يفعل بنصارى مملكته ما فعله هو بنصارى نجران. وقد قرئ الكتاب أمامه، فوقف على ما جاء فيه، وعلم به أيضًا من رسول أرسله في الحال إلى نجران ليأتيه بالخبر اليقين عن هذه الأعمال المحزنة التي حلت بالمؤمنين. وقد وجه شمعون في نهاية الرسالة نداء إلى الأساقفة خاصة أساقفة الروم ليعلمهم بهذه الفاجعة التي نزلت بإخوانهم في الدين، وإلى بطريق الإسكندرية ليتوسط لدى نجاشي الحبشة في مساعدة نصارى اليمن، كما وجه نداءه إلى أخبار "طبرية" للتأثير على ملك حمير، والتوسط لديه بالكف عن الاضطهاد والتعذيب.
وكذلك ذكرت التواريخ أن الملك يوسف أسار يثأر الحميري كان حاكماً دموياً وقاسياً. حتى أنه يقال أن التعذيب الذي مارسه ضد شعبه قد فاق الحد لدرجة أدهشت المؤرخين، ووفق النقوش التي تم العثور عليها، ففي النص (Ry 508) المؤرخ في يونيو 523م، قام بحملة على ظفار حيث الأحباش، ودمر كنيستها، ثم توجه إلى الأشاعر، ومنها غزا المخأ ودمر المدينة وكنيستها، ورابط بها في «حصن المندب»، ثم توجه نحو نجران، وخلال حملته هذه أَفْنَى 13 ألف واحتجز 9500، وفي النص (Ry 507) المؤرخ في يوليو 523م، دون ما حققه من إنجازات، وذكر أنه أَهلك 14 ألف وأعتقل 11 ألف، وفي النص (Ja 1028) المؤرخ أيضاً في يوليو 523م، قتل 12500 وأسر 11 ألف من مناطق: ظفار والركب والأشعر وفرسان والمخأ ونجران؛ أي أنه قتل في شهرين ما يقارب من أربعين ألفا من أعدائه الأحباش المحتلين وكذلك من شعبه، هذا فقط في النقوش التي تم العثور عليها. وقد يكون قتله لأصحاب الأخذوذ من ضمن هذه الحوادث التي لم تذكر المصادر تفاصيلها.
بينما شكك كرستيان روبان في تاريخية القصة من أصلها، وادعى أنها لم يوثق لها أي مصدر معاصر. في ذات السياق شكك عبد الرحمن الطيب الأنصاري أن حادثة الأخدود لم تحدث في نجران، موضحًا أن بعض الكتب والروايات المعاصرة تربط بين الملك الحميري يوسف أسأر يثأر (517 ــ 527م) وبين قصة محرقة نجران وبين حادثة الأخدود التي وردت في القرآن الكريم، وتفترض هذه الروايات أن الملك يوسف أسأر هو ذو نواس، وأنه أحرق نصارى في نجران، بالرغم أن نقوش المسند اليمنية العائدة للملك يوسف أسأر لم تدل على أنه أحرق النصارى في نجران.

## تمثيل القصة
في عام 1992 أطلقت شركة آلاء للإنتاج الفني فيلما كرتونيًّا عن قصة أصحاب الأخدود، حمل عنوان «رحلة الخلود».